# 费黑尔焦尔毛特区
费黑尔焦尔毛特区（匈牙利語：Fehérgyarmati járás）是匈牙利索博尔奇-索特马尔-贝拉格州的一个区，总面积707.37平方公里，总人口37,259人（2011年），人口密度53人/平方公里。中心城市为費黑爾焦爾毛特。

## 市镇
费黑尔焦尔毛特区包含一个城镇、两个大村和47个村庄。